# Parachelifer archboldi
Espèce
Parachelifer archboldi est une espèce de pseudoscorpions de la famille des Cheliferidae.

## Distribution
Cette espèce est endémique de Floride aux États-Unis. Elle se rencontre dans le comté de Highlands

## Description
Le mâle holotype mesure 2,8 mm.

## Étymologie
Cette espèce est nommée en l'honneur de Richard Archbold.

## Publication originale
- Hoff, 1964 : Atemnid and cheliferid pseudoscorpions, chiefly from Florida. American Museum Novitates, no 2198, p. 1-43 (texte intégral).